# Lanzewitzen
Lanzewitzen je naselje v Občini Sachsenburg v Okraju Špital ob Dravi  na Koroškem v Avstriji.